# 異世界ジビエ飯 食わず嫌いエルフをおもてなす
『異世界ジビエ飯 食わず嫌いエルフをおもてなす』（いせかいジビエめし くわずぎらいエルフをおもてなす）は、田辺崇による日本の漫画作品。ウェブコミック配信サイト『WEBコミックガンマぷらす』（竹書房）にて2022年2月11日から2025年5月13日まで連載された。

## あらすじ
肉屋のシンとエルフ兄妹が異世界で出会い共に狩りに出かける旅をする物語。

## 登場人物
エルフ兄妹
セグロとウルメ。霊獣狩りの旅をしている最中に肉屋のシンと出会う。

シン
肉屋。ジビエ飯でセグロとウルメをもてなす。

## 書誌情報
- 田辺崇『異世界ジビエ飯〜食わず嫌いエルフをおもてなす』竹書房 〈バンブーコミックス〉、全5巻
  1. 2022年9月7日発売[4]、ISBN 978-4-8019-7842-3
  2. 2023年4月6日発売[5]、ISBN 978-4-8019-8001-3
  3. 2023年12月7日発売[6]、ISBN 978-4-8019-8222-2
  4. 2024年9月6日発売[7]、ISBN 978-4-8019-8442-4
  5. 2025年5月7日発売[8]、ISBN 978-4-8019-8634-3